# FC Vaduz
Fußball-Club Vaduz er en fodboldklub fra Vaduz, Liechtenstein. Klubbens hjemmebane er Rheinpark Stadion beliggende i Vaduz.
FC Vaduz er Liechtensteins bedste fodboldklub og landets eneste professionelle fodboldhold. I lighed med de andre fodboldhold i Liechtenstein spiller FC Vaduz i den schweiziske serie. I foråret 2004 og 2005 spillede klubben kvalificering om oprykning til den øverste division i Schweiz, men tabte begge gange. I foråret 2006 blev holdet nummer 8 i den næstøverste division.
Klubben har vundet cuppen i Liechtenstein 50 gange. Det sidste cupmesterskab kom i foråret 2006, da de slog FC Balzers 4-2 i finalen.

## Historie
FC Vaduz blev stiftet 14. februar 1932. Klubben har spillet i den schweiziske serie siden 1933. Deres bedste sæson i serien var 2001/02, da de vandt næstøverste division. Det mislykkedes imidlertid for holdet at kvalificere sig til den øverste division. Klubben spillede også i mange år på niveau 3, Schweiz' øverste amatørdivision.
I 1949 vandt klubben sit første cupmesterskab i Liechtenstein. Da Liechtenstein i 1992 fik lov til at deltage med hold i Europacupperne, blev FC Vaduz landets første deltager i UEFA Pokalvindernes Turnering. FC Vaduz tabte hele 0-5 og 1-7 mod FC Chornomorets Odessa i kvalificeringsrunden. I 1999 spillede FC Vaduz mod FK Bodø/Glimt i UEFA Cuppen. Bodø/Glimt vandt 1-0 og 2-1 i kvalificeringsrunden.

## Ekstern henvisninger
- Officiel hjemmeside Arkiveret 28. marts 2002 hos  Wayback Machine